# Verbraucherinformationsgesetz
Das deutsche Gesetz zur Verbesserung der gesundheitsbezogenen Verbraucherinformation, kurz Verbraucherinformationsgesetz soll die Verbraucherrechte stärken und entscheidend verbessern. Es trat überwiegend am 1. Mai 2008 in Kraft, zeitgleich mit der Verbraucherinformationsgebührenverordnung (VIGGebV), welche die Gebühren für Anfragen an Bundesstellen beinhaltet.

## Wichtige Inhalte
Das Verbraucherinformationsgesetz findet auf Erzeugnisse im Sinne des Lebensmittel- und Futtermittelgesetzbuches (kurz „LFGB“) sowie auf Verbraucherprodukte im Sinne des Produktsicherheitsgesetzes (kurz „ProdSG“) Anwendung (§ 1 VIG). Erzeugnisse sind Lebensmittel, einschließlich Lebensmittelzusatzstoffe, Futtermittel, kosmetische Mittel und Bedarfsgegenstände (§ 2 Abs. 1 LFGB). Verbraucherprodukte sind neue, gebrauchte oder wiederaufgearbeitete Produkte, die für Verbraucher
bestimmt sind oder unter Bedingungen, die nach vernünftigem Ermessen vorhersehbar sind, von Verbrauchern benutzt werden könnten, selbst wenn sie nicht für diese bestimmt sind (§ 2 Nr. 26 ProdSG). Als Verbraucherprodukte gelten auch Produkte, die dem Verbraucher im Rahmen einer Dienstleistung zur Verfügung gestellt werden (§ 2 Nr. 26 ProdSG).
Alle Verbraucher sollen Anspruch auf Information über bestimmte Daten und Produkte erhalten, die den Behörden vorliegen (siehe auch behördliche Lebensmittelüberwachung in Deutschland). Die Behörden ihrerseits sollen das Recht haben, über bestimmte Sachverhalte aktiv zu informieren. Es soll künftig möglich sein, von den Behörden zu erfragen, welche Informationen über bestimmte Produkte vorliegen, beispielsweise zu deren Beschaffenheit oder Herstellungsbedingungen, ob sie Allergene enthalten, oder welche sonstigen Untersuchungsergebnisse darüber vorliegen. Behörden wiederum sollen in die Lage versetzt werden, Hinweise über Produkte weitergeben zu können, bei denen beispielsweise eine erhebliche Überschreitung von Grenzwerten festgestellt wurde oder bei denen es wissenschaftlich umstritten ist, ab welcher Konzentration ein bestimmtes Risiko besteht. Auch bei einem Verstoß gegen verbraucherschützende Vorschriften und Vorfällen bei der Lebensmittelüberwachung soll den Behörden gestattet sein, die Namen der Unternehmen bekannt zu geben, was in Deutschland bisher nicht möglich war.
Das Verwaltungsgericht Stuttgart hat in einer der ersten Gerichtsentscheidungen zum Verbraucherinformationsgesetz einige Klarstellungen getroffen: Der Informationsanspruch setzt nicht voraus, dass sich der Verstoß gegen lebensmittel- und futtermittelrechtliche Vorschriften auf die Gesundheit bezieht. Das Gesetz erstreckt sich außerdem auch auf Verstöße, die vor seinem Inkrafttreten begangen wurden, deren Ahndung aber erst danach abgeschlossen wurde. Das Interesse des Verbrauchers an der Kenntnis des betroffenen Produkts und des Erzeugerbetriebs kann bei schwerwiegenden Verstößen die Gefahr möglicher Absatzeinbußen überwiegen. Strafrechtlich relevante Sachverhalte sind keine Geschäftsgeheimnisse.
Öffentliche Warnungen und Produktrückrufe werden bisher ohne Namensnennung im Rapid Alert System for Food and Feed der Europäischen Kommission veröffentlicht. Das neue Verbraucherinformationsgesetz sieht vor, dass Behörden zukünftig auch dann die Namen von Herstellern öffentlich bekanntgeben können, wenn das Verwaltungsverfahren noch nicht abgeschlossen ist, also beispielsweise die Gegenprobe in einem zweiten Labor noch nicht untersucht und bewertet wurde. Dadurch können Verbraucher einerseits schneller informiert werden, andererseits erhöht sich die Gefahr von Fehlinformationen. Beispiele für behördlich verschuldete Falschmeldungen waren in der Vergangenheit die bekannten Fälle „Birkel“ und „Coppenrath & Wiese“.
Der Anwendungsbereich des Gesetzes umfasst nicht alle alltäglichen Erzeugnisse, sondern beschränkt sich auf Produkte, mit denen die Verbraucher unmittelbar in Kontakt kommen. Technische Produkte und Dienstleistungen in den Bereichen Altersvorsorge, Energieversorgung, Telekommunikation oder Verkehr werden nicht erfasst. Die SPD-Bundestagsfraktion hat sich in einem Positionspapier für eine Ausweitung des Gesetzes auf alle Produkte und Dienstleistungen
ausgesprochen.

## Entstehungsgeschichte
Unter der rot-grünen Bundesregierung (1998–2005) ist der von Verbraucherschutzministerin Renate Künast (Bündnis 90/Die Grünen) vorgelegte Gesetzesentwurf trotz mehrerer Anläufe mehrfach am Widerstand des CDU-dominierten Bundesrats gescheitert. Zu Beginn der 16. Legislaturperiode des Deutschen Bundestages wurde jedoch im Koalitionsvertrag der Großen Koalition die Absicht vereinbart, ein solches Gesetz zu verabschieden. Dementsprechend hat das zuständige Bundesministerium für Ernährung, Landwirtschaft und Verbraucherschutz, zu dieser Zeit geleitet von Horst Seehofer, das Verfahren erneut angestoßen. Der Bundestag hat am 29. Juni 2006 ein Verbraucherinformationsgesetz (VIG) beschlossen, dem der Bundesrat in seiner Sitzung am 22. September 2006 zugestimmt hat.
Am 8. Dezember 2006 verweigerte Bundespräsident Horst Köhler aufgrund verfassungsrechtlicher Bedenken die Ausfertigung. In dem gleichlautenden Schreiben des Bundespräsidenten an den Bundestag, die Bundesregierung und den Bundesrat vom 8. Dezember 2006 heißt es: „In der Verpflichtung der kommunalen Behörden, Anträge nach dem Verbraucherinformationsgesetz auf Herausgabe von Informationen zu prüfen und zu bescheiden, liegt eine Aufgabenübertragung im Sinne des Art. 84 Abs. 1 Satz 7 GG. Hierin sehe ich einen klaren Verstoß gegen die seit dem 1. September 2006 geltende negative Kompetenzvorschrift des Art. 84 Abs. 1 Satz 7 GG, der mich daran hindert, das Gesetz auszufertigen. […] Meines Erachtens kann den berechtigten Belangen des Verbraucherschutzes sehr schnell durch die erneute Verabschiedung des Gesetzes ohne die verfassungsrechtlich unzulässige Aufgabenzuweisung Rechnung getragen werden“.
Diese Entscheidung des Bundespräsidenten löste in der Öffentlichkeit eine große Kontroverse über Aufgaben, Stellung und Prüfungskompetenz des Bundespräsidenten aus. In der juristischen Diskussion fand der Standpunkt des Bundespräsidenten auch Unterstützung.
Am 5. Juli 2007 wurde das Verbraucherinformationsgesetz durch den Bundestag gegen die Stimmen der Fraktionen Die Linke, Bündnis 90/Die Grünen und FDP verabschiedet. Dabei wurde den Einwänden des Bundespräsidenten durch folgende Formulierung Rechnung getragen: Das Gesetz „gilt im Falle einer Gemeinde oder eines Gemeindeverbandes nur, wenn der Gemeinde oder dem Gemeindeverband die Aufgaben nach diesem Gesetz durch Landesrecht übertragen worden sind.“ Der Bundesrat hat dem Gesetz am 21. September 2007 zugestimmt.

## Bundesländer
Nach der Verabschiedung des Verbraucherinformationsgesetzes im Bund sehen viele die Länder am Zuge. Grund dafür ist, dass nach Art. 83 GG die Länder Bundesgesetze als eigene Angelegenheit vollziehen und somit häufig die Landesbehörden informationspflichtig sind.
Die Länder haben außerdem Vorschriften zur Ausführung des VIG erlassen. Diese regeln beispielsweise die Behördenzuständigkeiten oder die Frage der Kosten im Rahmen der Aufgabenübertragung an die Kommunen, um das Konnexitätsprinzip zu wahren.

## Evaluation
Die Bundesregierung hat das Gesetz wie bereits bei der Verabschiedung geplant zwei Jahre nach Inkrafttreten einer Evaluierung unterzogen und im Mai 2010 einen Bericht über die Ergebnisse veröffentlicht.

## „Topf Secret“
Über die von den Organisationen FragDenStaat.de und foodwatch seit Januar 2019 betriebene Verbraucherplattform „Topf Secret“ wurden alleine in den ersten drei Monaten über 20.000 VIG-Anfragen nach den Kontrollberichten einzelner Lebensmittelbetriebe gestellt. Das entspricht mehr Anfragen als zuvor seit Bestehen des Gesetzes gestellt wurden. Während die Initiatoren der Plattform die Geheimhaltung von Hygieneinformationen kritisieren, bezeichnete der Hotel- und Gaststättenverband DEHOGA das Projekt als „Hygienepranger“.

## Kritik
Das im Juli 2007 verabschiedete Gesetz stieß bereits kurz nach Inkrafttreten auf starke Kritik von Verbraucherverbänden. Foodwatch kritisierte die fehlende Verpflichtung zur unaufgeforderten Informierung der Behörden und Unternehmen als auch die mangelnde Transparenz der Ergebnisse der mit Steuergeldern finanzierten Lebensmittelkontrollen. Kritik kam auch vom Bundesbeauftragten für den Datenschutz und die Informationsfreiheit Peter Schaar, der die fehlende Obergrenze in der Kostenregelung (§ 1 Satz 2 VIGGebV) beanstandete.
Die grundsätzliche Verfahrensdauer von etwa 8 Wochen von Antragseingang bis zur Herausgabe der Information aufgrund Anhörung des Betriebs, Verwaltungsverfahren, Bestandskraft der Entscheidung etc. mache nach Angaben von Kritikern schnelle Anfragen nahezu unmöglich. Die Redaktion der Sendung „Report“ (Mainz) bemängelt, dass es ihr auch nach fünf Monaten noch nicht gelungen sei, unter Berufung auf das Verbraucherschutzgesetz irgendwelche Informationen über Fälle von sog. „Gammelfleisch“ zu erhalten. Möglich ist es allerdings, Informationen zu bestimmten Betrieben zu erhalten, etwa einem Restaurant oder Supermarkt.
Die Lebensmittelwirtschaft kritisiert ihrerseits das Vorgehen der Verbraucherschutzorganisationen. Die Behördenanfragen seien vornehmlich geprägt von Anträgen einzelner Umwelt- und Verbraucherverbände, die die personellen Ressourcen der betroffenen Behörden und der anzuhörenden Unternehmen erheblich strapazierten. Mit Ausforschungs- oder Rundum-Anträgen ohne Konkretisierung auf einen bestimmten Sachverhalt würden sie sich einen Gesamtüberblick über das bei den Behörden vorhandene Wissen verschaffen wollen, um diese Informationen dann für Kampagnen zu nutzen.